# Szárhegy község
Szárhegy község (románul: Comuna Lăzarea) község Hargita megyében, Romániában. Központja Szárhegy, hozzá tartozik Güdüctelep.

## Népessége
A 2011-es népszámlálás adatai alapján a község népessége 3424 fő volt.